# Madri (film)
Madri è un documentario del 2007 diretto da Barbara Cupisti che nel 2008 ha vinto il premio David di Donatello per il miglior documentario.